# Menih (priimek)
Menih je priimek več znanih Slovencev:
- Darko Menih (*1948), pedagog in politik
- Jože Menih (1922—1943), partizan, narodni heroj Jugoslavije